# 히라노 미우
히라노 미우(일본어: 平野 美宇, 2000년 4월 14일~)는 일본의 탁구 선수이다. 

## 생애
시즈오카현 누마즈시에서 태어나, 야마나시현 주오시에서 성장했다.
같은 탁구 선수인 무라마쓰 유토와는 사촌지간이다. 같은 학년의 이토 미마와는 친구이자 라이벌 관계에 있고 어렸을 때부터 "미우미마"라는 애칭의 복식조를 이루고 있다.